# Karl Friedrich Johann Jakob von Linckersdorff
Karl Friedrich Johann Jakob von Linckersdorff (* 1725 in Stuttgart; † 29. März 1782 in Potsdam) war ein preußischer Generalmajor.

## Leben

### Herkunft
Seine Eltern waren der württembergische Oberst Johann Jakob von Linckersdorff (* 31. Januar 1707; † 19. Dezember 1757) und dessen Ehefrau Johanna Luise, geborene von Francken (* 1706; † 28. September 1779). Sein Vater stammte aus Zaberfeld im Oberamt Brackenheim und starb als preußischer Kriegsgefangener in der Neumark.

### Militärkarriere
Linckersdorff ging 1740 in württembergische Dienste und kam in das Leibregiment zu Fuß. Am 18. Juli 1744 wurde er Sekondeleutnant, am 1. Januar 1749 Premierleutnant und am 16. Dezember 1752 Stabskapitän. Am 21. Februar 1757 stieg er zum Kapitän des Leibregiments auf. Im Siebenjährigen Krieg nahm er an der Schlacht bei Leuthen teil. Am 21. Dezember 1757 kam er zum Infanterieregiment „Werneck“ und am 28. Dezember 1757 wurde er Oberstleutnant der Leibgarde. Am 12. Oktober 1758 wurde er zum Leibgrenadierregiment versetzt. Am 11. Februar 1759 wurde er zum Oberst befördert und Ritter des Militär-Carls-Ordens. Am 1. Januar 1761 wurde er zum Kommandeur des Infanterieregiments „Stein“ ernannt. Ab am 28. Dezember 1766 nahm er seinen Abschied aus württembergischen Diensten.
Am 4. Juli 1767 ging er wie andere Offiziere in preußische Dienste und kam als Oberst der Armee in der Suite des Königs mit 1000 Talern jährlichem Gehalt. Am 27. September 1767 erhielt er den Auftrag, im Reich Soldaten zu werben, dafür erhielt er 1000 Taler. Dies erledigte er sehr erfolgreich, insbesondere kamen württembergische Adelige. Am 27. Januar 1769 erhielt er die Erlaubnis, sich der russischen Armee im Feldzug gegen die Türken anzuschließen, aber bereits am 12. November 1769 wurde er zurückgerufen. Am 1. April 1778 erhielt er eine Brigade in der Armee des Prinzen Heinrich, mit der er von 1778 bis 1779 am Bayerischen Erbfolgekrieg teilnahm. Am 6. Januar 1779 wurde er zum Generalmajor der Armee ernannt. Er starb am 29. März 1782 in Potsdam.

### Familie
Linckersdorff heiratete Wilhelmine Elisabeth von Kaltenthal (* 25. Oktober 1723; † 27. März 1786). Das Paar hatte mehrere Kinder, darunter:
- Johanna Elise Ernstine (* 3. Februar 1756)
- Karl Franzius (* 3. Februar 1757; † 30. Oktober 1806), Major a. D. im Infanterieregiment Nr. 30
- Auguste Wilhelmine (* 18. September 1758)
- Karoline Christiane Elisabeth (* 19. Juli 1769)

Nach seiner Scheidung heiratete heiratet er am 20. Januar 1774 Katharina Elisabeth Kühn, geschiedene von Borcke. Das Paar hatte mehrere Kinder, darunter:
- Luise Wilhelmine Charlotte (* 13. Juli 1774; † 1843), Jugendliebe von Heinrich von Kleist ⚭ 12. Januar 1801 Karl Wilhelm von Niesemeuschel (1757–1833), General[1]
- Friedrich Ludwig Wilhelm Heinrich (* 16. März 1776; † 14. November 1776)
- Alexander Eugen Ulrich (* 1. Oktober 1777)
- Karoline Friederike Wilhelmine Ulrike Luise (* 2. Juni 1780; † 5. November 1843) ⚭ Werner Friedrich Odo von Alvensleben (* 17. Februar 1775; † 7. Februar 1807)[2]